# Marton Bader
Marton Bader (Budimpešta, 23. rujna 1980.) je mađarski profesionalni košarkaš. Igra na poziciji centra.

## Karijera
Karijeru je započeo 1998. u omladinskom pogonu budimpeštanskog Honveda. U karijeri je Bader još nastupao za mađarski Albacomp, slovensku Krku iz Novog Mesta i španjolsku Manresu, hrvatsku Cibonu, grčki Panellions BC, češki BK Prostějov i ukrajinski Himik. Neko vrijeme je nastupao je u ACB ligi za sastav Manrese. U dva je navrata nastupao za Cibonu, prvi puta u sezoni 2004./05., a drugi put u sezoni 2006./07.  Za Panellions je u sezoni 2007./08. odigrao 8 utakmica u grčkom prvenstvu i prosječno postizao 4,7 koševa i 3,4 skoka po susretu. Nakon raskida ugovora s Panellionsom kratko je nastupao za češki BK Prostějov, a onda je otišao u ukrajinskog prvoligaša Himik. Od siječnja 2009. član je srbijanskog NLB ligaša Hemofarma iz Vršca u kojem se zadržao jednu godinu.
Igrac je trenutno član KK Szolnoki Olaj kluba iz Szolnoka u Mađarskoj.

## Vanjske poveznice
- Profil na NLB.com